# Patricio Alo
Patricio Hacbang Alo (ur. 2 grudnia 1939 na Cebu, zm. 13 kwietnia 2021) – filipiński duchowny rzymskokatolicki, w latach 1984–2014 biskup Mati.

## Życiorys
Święcenia kapłańskie przyjął 14 marca 1964. 14 kwietnia 1981 został prekonizowany biskupem pomocniczym Davao ze stolicą tytularną Thibiuca. Sakrę biskupią otrzymał 7 czerwca 1981. 9 listopada 1984 mianowany został biskupem Mati. 19 października 2014 przeszedł na emeryturę.
Zmarł 13 kwietnia 2021.